# Claudio Gargaro
Claudio Gargaro (27 de abril de 1972) es un deportista italiano que compitió en natación, en la modalidad de aguas abiertas. Ganó una medalla de plata en el Campeonato Europeo de Natación en Aguas Abiertas de 1993, en la prueba de 5 km.

## Palmarés internacional
| Campeonato Europeo | Campeonato Europeo      | Campeonato Europeo | Campeonato Europeo |
| Año                | Lugar                   | Medalla            | Prueba             |
| ------------------ | ----------------------- | ------------------ | ------------------ |
| 1993               | Slapy (República Checa) | Medalla de plata   | 5 km               |